# Annona neolaurifolia
Annona neolaurifolia là loài thực vật có hoa thuộc họ Na. Loài này được H.Rainer mô tả khoa học đầu tiên năm 2007.